# Aceite de madera de cedro
El aceite de madera de cedro es un aceite de esencia soluble en alcohol, obtenido de la parte central del tronco de varias especies de cedros, sus componentes principales son cedrola y cedrene. Sustancia no peligrosa según Directiva 67/548/CEE. Es inflamable a los 93 °C. Se recomienda guardar fuera del alcance directo de la luz, en recipientes cerrados y en lugar seco y bien ventilado. 

## Propiedades físico químicas
- densidad 20 °C: mínimo 0,932 - máximo 0,97
- índice de refracción 20 °C: mínimo 1,49 - máximo 1,51
- rotación óptica (°): mínimo -45 máximo -16
- ALFA-CEDRENO + BETA-FUNEBRENO (%) mínimo 17 - máximo 35
- BETA-CEDRENO + CARIOFILENO (%) mínimo 3 - máximo 8
- TUYOBSENO (%) mínimo 15 - máximo 25
- CEDROL (%) mínimo 15 - máximo 30

- Datos: Q10843878